# Corveissiat

Corveissiat este o comună în departamentul Ain din estul Franței.